# Хамидов, Юльбарис Ахмедович
Юльбарис Ахмедович Хамидов — советский хозяйственный, государственный и политический деятель.

## Биография
Родился в 1929 году. Член КПСС.
С 1954 года — на хозяйственной, общественной и политической работе. В 1929—1985 гг. — инженер-механик, преподаватель училища механизации сельского хозяйства, зав. промышленно-транспортным отделом Наманганского горкома партии, управляющий Андижанским областным автотрестом, заведующий промышленно-транспортным отделом Андижанского обкома партии, первый секретарь Андижанского горкома КП Узбекистана.
Избирался депутатом Верховного Совета Узбекской ССР 9-го и 10-го созывов.
Умер после 1985 года.